# الدوري الإسباني الدرجة الثانية 1997–98
دوري الدرجة الثانية الإسباني 1997–98 (بالإسبانية: Segunda División de España 1997-98)‏ هو الموسم 67 من  دوري الدرجة الثانية الإسباني. أقيم خلال الفترة 30 أغسطس 1997 وحتى 16 يونيو 1998، وأشرف على تنظيمه الاتحاد الملكي الإسباني لكرة القدم، وكان عدد الأندية المشاركة فيه  22، وفاز فيه ديبورتيفو ألافيس.